# Regina Rakhimova
Regina Rakhimova, née le 22 septembre 1989, est une skieuse acrobatique russe. Elle participe aux jeux olympiques d'hiver de 2018 en tant qu'athlète olympique de Russie et se qualifie pour la finale dans l'épreuve des bosses,.